# یواس‌اس المپیک (اس‌پی-۲۶۰)
یواس‌اس المپیک (اس‌پی-۲۶۰) (به انگلیسی: USS Olympic (SP-260)) یک کشتی بود که طول آن ۶۵ فوت (۲۰ متر) بود. این کشتی در سال ۱۹۱۳ ساخته شد.